# Andy Egli
Andy Egli (Bäretswil, 8 mei 1958) is een Zwitsers voetbalcoach en voormalig voetballer die speelde als verdediger.

## Carrière
Egli startte in de jeugd van FC Amriswil maar maakte zijn profdebuut voor Grasshopper. Hij speelde voor Grasshopper tussen 1978 en 1990 enkel tussen 1984-1985 speelde hij een seizoen voor het Duitse Borussia Dortmund. In zijn periode bij Grasshopper werd hij vier keer landskampioen en won hij vier keer de beker. In 1990 werd hij voetballer van het jaar. Nadien speelde hij nog voor Neuchâtel Xamax en Servette, met deze laatste club werd hij landskampioen in 1994.
Tussen 1979 en 1994 speelde hij 77 interlands voor Zwitserland waarin hij acht keer kon scoren. Hij nam met zijn land deel aan het WK 1994.
Na zijn spelersloopbaan trainde Egli nog verscheidene Zwitserse en buitenlands voetbalclubs maar kon nooit het succes als speler evenaren.

## Erelijst
- Grasshopper Club Zürich
  - Landskampioen: 1978, 1982, 1983, 1990
  - Zwitserse voetbalbeker: 1983, 1988, 1989, 1990
- Servette FC Genève
  - Landskampioen: 1994
- Persoonlijk
  - Zwitsers voetballer van het jaar: 1990